# 7 Bateria Artylerii Przeciwlotniczej Motorowa Typ A
Bateria Motorowa Artylerii Przeciwlotniczej Typu A nr 7 – pododdział artylerii przeciwlotniczej Wojska Polskiego II RP.

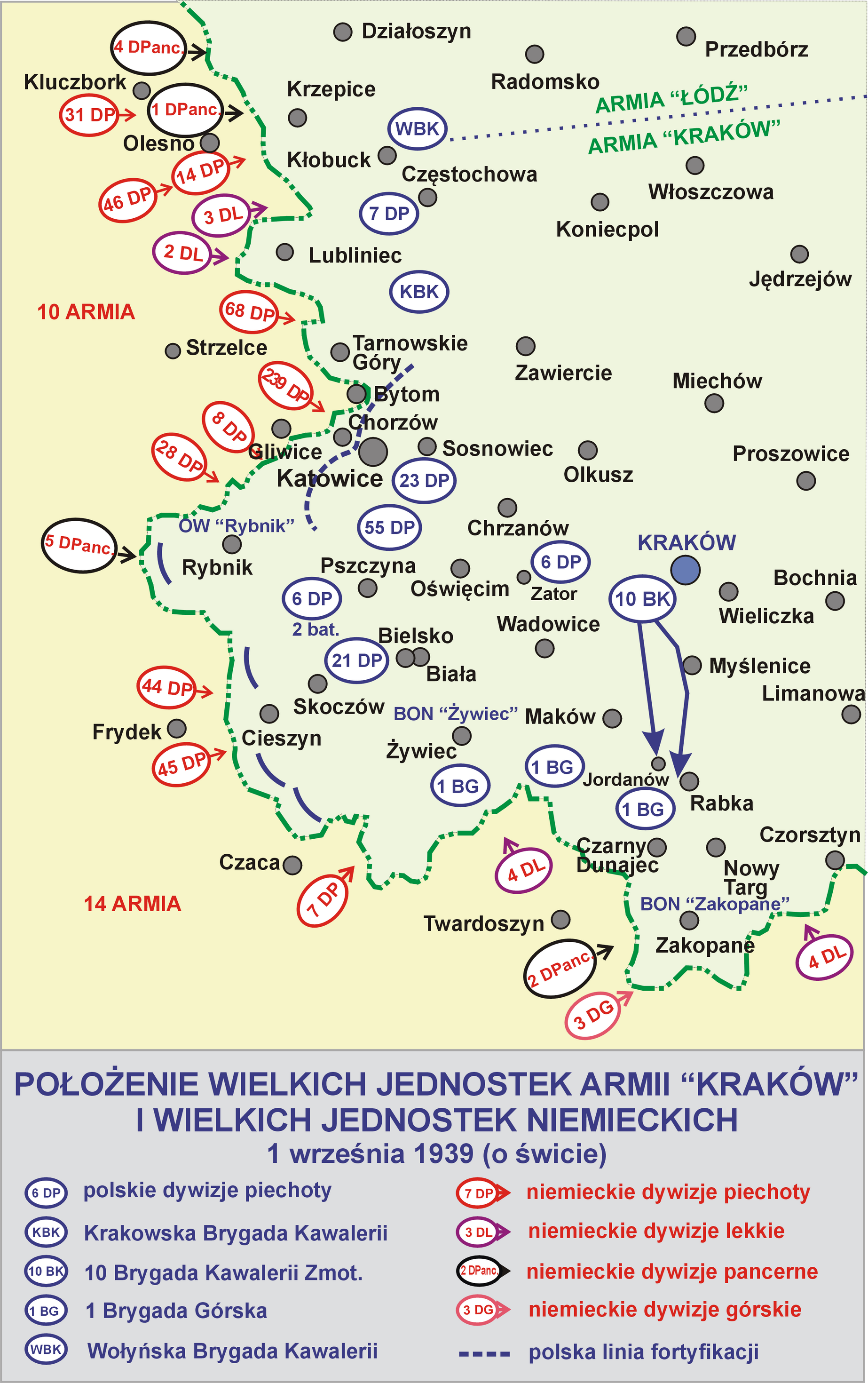
Rejon walk baterii

Bateria nie występowała w organizacji pokojowej wojska. Została zmobilizowana, zgodnie z planem mobilizacyjnym "W", w dniach 24–25 sierpnia 1939 w garnizonie Kraków przez 5 Dywizjon Artylerii Przeciwlotniczej, jako organiczna jednostka artylerii 7 Dywizji Piechoty. Pododdział uzbrojony był w cztery 40 mm armaty przeciwlotnicze wz. 1936.
Organizacja i obsada personalna baterii
- dowódca – kpt. Stanisław Tomasz Piotr Marczak
- oficer zwiadowczy – ppor. Klemens Andrzej Wesołowski
- dowódca 1 plutonu - ogn. pchor. rez. Bohdan Kazimierz Maciejczyk († 6 IX 1939 w Puławach), od 8 IX – ppor. rez. Filip Leopold Müller
- dowódca 2 plutonu – plut. pchor. rez. Rufin Piotr Gołąbek
- dowódca 3 plutonu – ppor. rez. NN, od 8 IX – ppor. rez. Henryk Żółciak
- dowódca 4 plutonu – plut. pchor. rez. Antoni Lewkowicz
- szef baterii – NN